# کالینت (کالیفرنیا)
کالینت (به انگلیسی: Caliente) یک منطقهٔ مسکونی در ایالات متحده آمریکا است که در شهرستان کرن، کالیفرنیا واقع شده‌است. کالینت ۴۰۰ متر بالاتر از سطح دریا واقع شده‌است.